# Rashtrapati Bhavan
Rashtrapati Bhavan es la residencia oficial del presidente de la India, localizada en la capital, Nueva Delhi. Hasta 1950 se la conoció como la “Casa del Virrey” y sirvió como residencia del gobernador general de la India.

## Historia

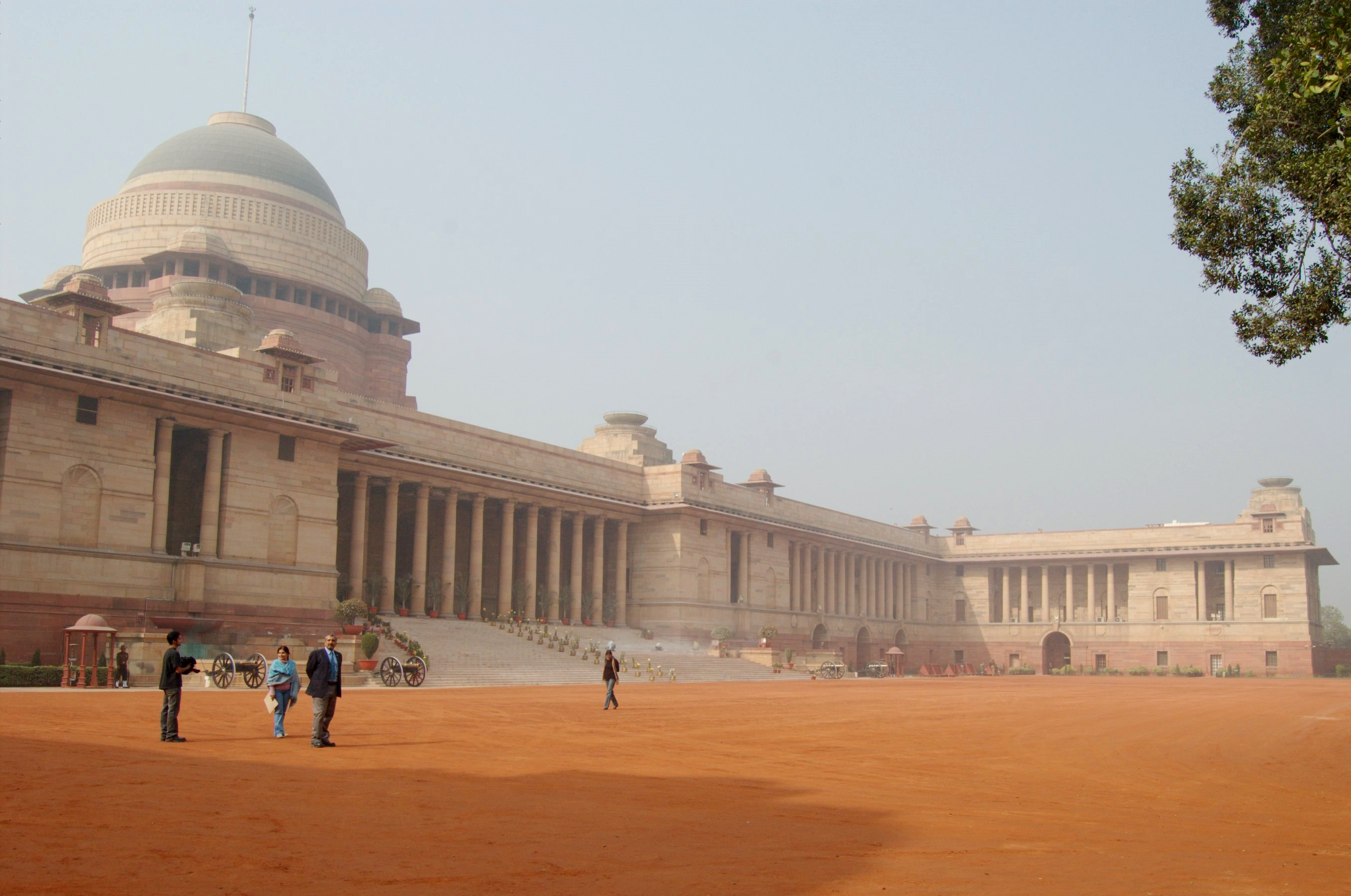
Casa presidencial o Rashtrapati Bhavan.

En 1911 se decidió trasladar la capital del país desde Calcuta a Delhi. Mientras el diseño de la nueva ciudad tomaba forma, la casa del gobernador general recibió una posición predominante. El arquitecto británico Edwin Lutyens, principal artífice de la nueva planificación de la ciudad, fue el encargado de diseñar el edificio. 
Se decidió por un diseño clásico, con colores y detalles inspirados en la arquitectura local. Lutyens se sintió orgulloso de su obra al saber que el nuevo edificio no recibiría el nombre de “Casa del Gobernador”, nombre que recibían la mayoría de las residencias de los gobernadores, sino “Casa del Virrey”.
La construcción del edificio finalizó en 1929 y fue oficialmente inaugurado en 1931, al mismo tiempo que el resto de las obras de la ciudad de Nueva Delhi. Tras la independencia de la India en 1947, el gobernador transitorio siguió residiendo en el edificio hasta el año 1950 en el que fue sucedido por el presidente al proclamarse la República de la India. La residencia fue renombrada como Rashtrapati Bhavan.

## Descripción

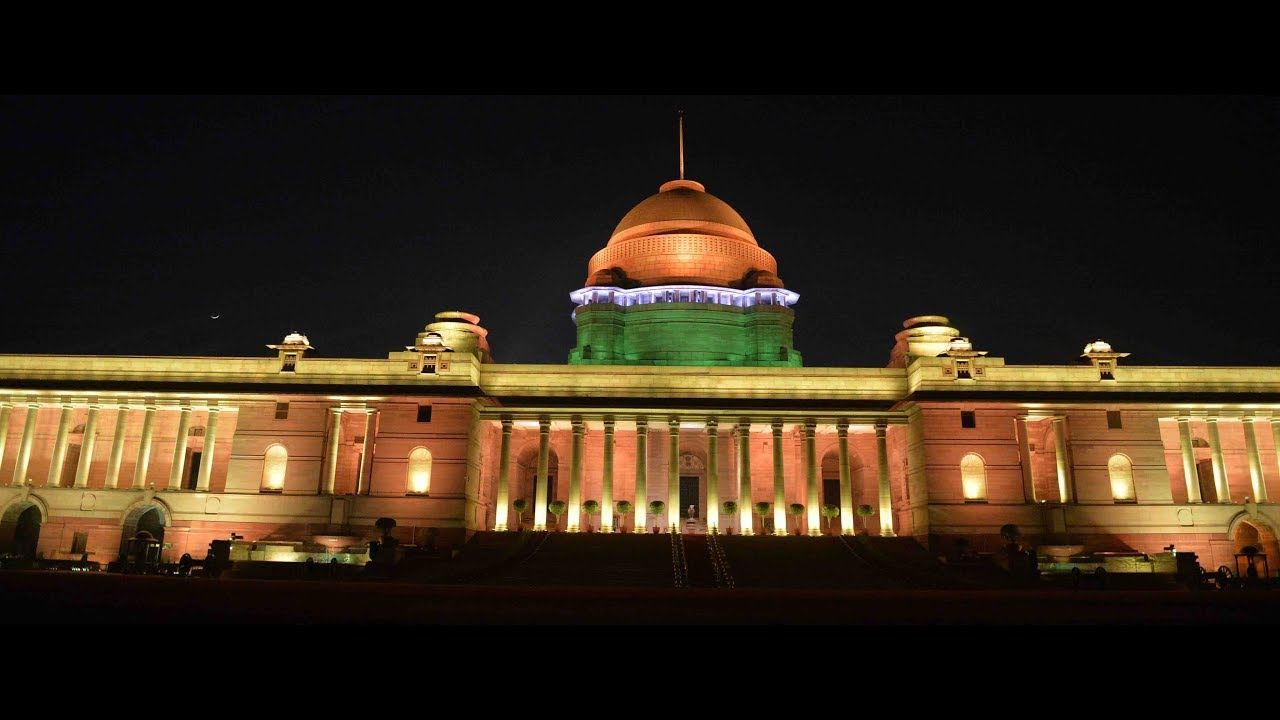
Vista nocturna.

La entrada del edificio se realiza a través de un jardín que recuerda los jardines mogoles de la región de Cachemira. Las columnas frontales presentan el dibujo de diversas campanas. El arquitecto Edwin Lutyens sostenía que si las campanas no sonaban, el Imperio Británico jamás terminaría. 
La arquitectura del palacio es una mezcla entre el estilo europeo y el indio, evidenciando un claro sincretismo de elementos del Imperio mogol, y del arte budista e hinduista. Tiene un total de 340 habitaciones que ocupan una superficie de 19.000 m². En su construcción se utilizaron más de 700 millones de ladrillos y 85 000 m³ de piedra. Se usó muy poco acero.